# Bugøyfjorden
Bugøyfjorden (nordsamisk: Reaisvuonna) er en fjordarm af Varangerfjorden i Sør-Varanger kommune i Troms og Finnmark fylke i Norge. Fjorden har indløb mellem Storbukt i vest og Baskkesbogenjárga i øst og går 9 kilometer mod sydvest til bygden Bugøyfjord i bunden af fjorden.
På vestsiden af fjorden, lidt nord for Bugøyfjord, ligger bebyggelsen Valen, og helt mod sydøst i fjorden ligger Vagge.  
Europavej E6 går langs bunden af fjorden.